# Градище (връх)
Градище или Голямо Градище е най-високият връх в българската част на Странджа. Издига се на височина 709,6 m.
Върхът е разположен на около 3 km в посока запад-югозапад от Малко Търново и на около 1 km северно от държавната граница на България с Турция. Представлява горист и стръмен връх с панорамен изглед на юг към първенеца на планината връх Голяма Махиада.

## Крепост
На върха е разположена тракийска крепост с кръгла цитадела и крепостна стена от ломени камъни без спойка. Основите на стената са с дебелина 2,5 m. Диаметърът ѝ е 100 m. В центъра на крепостта е открит жертвеник на бог Аполон Аулариок. На около 30 m от върха, върху скалите са запазени скални изсичания.